# Sidi El Mekki
Sidi El Mekki  (in arabo سيدي المكي‎?) è un centro abitato e comune rurale del Marocco situato nella provincia di Berrechid, regione di Casablanca-Settat. Conta una popolazione di 8 920 abitanti (censimento 2014).